# Ty Cobb
Tyrus Raymond Cobb (18 de desembre, 1886 - 17 de juliol 1961), sobrenomenat El préssec de Geòrgia, era un americà de la Major League Baseball (MLB). Va néixer en una zona rural de Narrows, Geòrgia. Cobb va passar 22 temporades amb els Detroit Tigers, les últimes sis com a jugador i gerent de l'equip, i va acabar la seva carrera amb els Philadelphia Athletics. El 1936, Cobb va rebre el nombre més gran de vots que cap jugador havia rebut mai a la votació inaugural del Saló de la Fama del Beisbol, rebent 222 dels possibles 226 vots (98,2%); cap altre jugador va rebre un percentatge de vots més alt fins que Tom Seaver el 1992. El 1999, les notícies esportives van situar Ty Cobb en el tercer lloc de la llista dels 100 millors jugadors de beisbol.
Cobb és àmpliament respectat per haver registrat 90 rècords de MLB durant la seva carrera. El seu total combinat de 4.065 carreres anotades i carreres batudes continua sent el més alt produït mai per cap jugador de la lliga. Encara manté diversos rècords al final de la temporada 2019, com la mitjana de batudes de carrera més alta (366) i la majoria de títols de batuda de carrera amb 11 (o 12, segons la font). Va conservar molts altres registres durant gairebé mig segle o més, incloent la majoria d'èxits professionals fins al 1985 (4.189 o 4.191, segons la font), majoria de carreres (2.245 o 2.246 segons la font) fins 2001, majoria de jocs de la carrera jugats (3.035) i de bats (11.429 o 11.434 segons la font) fins al 1974, i el rècord modern de la majoria de bases robades en la carrera (892) fins al 1977. Encara manté el rècord de carrera a casa (54 vegades) i de robar la segona base, la tercera base i la casa successivament (4 vegades), i és el jugador més jove que ha compilat 4.000 visites i ha aconseguit 2.000 carreres. Cobb ocupa el cinquè lloc de tots els temps en nombre de partits jugats i va cometre 271 errors, la xifra més alta per un jugador de la Lliga Americana (AL) de la seva posició.
El llegat de Cobb, que inclou un gran fons de beques universitàries per a residents a Geòrgia finançat per les seves primeres inversions a Coca-Cola i General Motors, ha estat una mica embrutat per les acusacions de racisme i violència, en gran part derivades d'un parell de biografies en gran part desacreditades que es van publicar després de la seva mort. La reputació de Cobb com a home violent la va escampar el seu primer biògraf, l'escriptor esportiu Al Stump, les històries del qual sobre Cobb han estat desacreditades com a sensacionalistes i han demostrat ser en gran part fictícies. Tot i que era conegut per protagonitzar conflictes sovint violents, va parlar favorablement sobre els jugadors negres que es van unir a les Lligues Majors i era un conegut filantrop.

## Llegat
La grandesa de Ty Cobb era quelcom que s'havia de veure, i veure'l era recordar-lo per sempre.

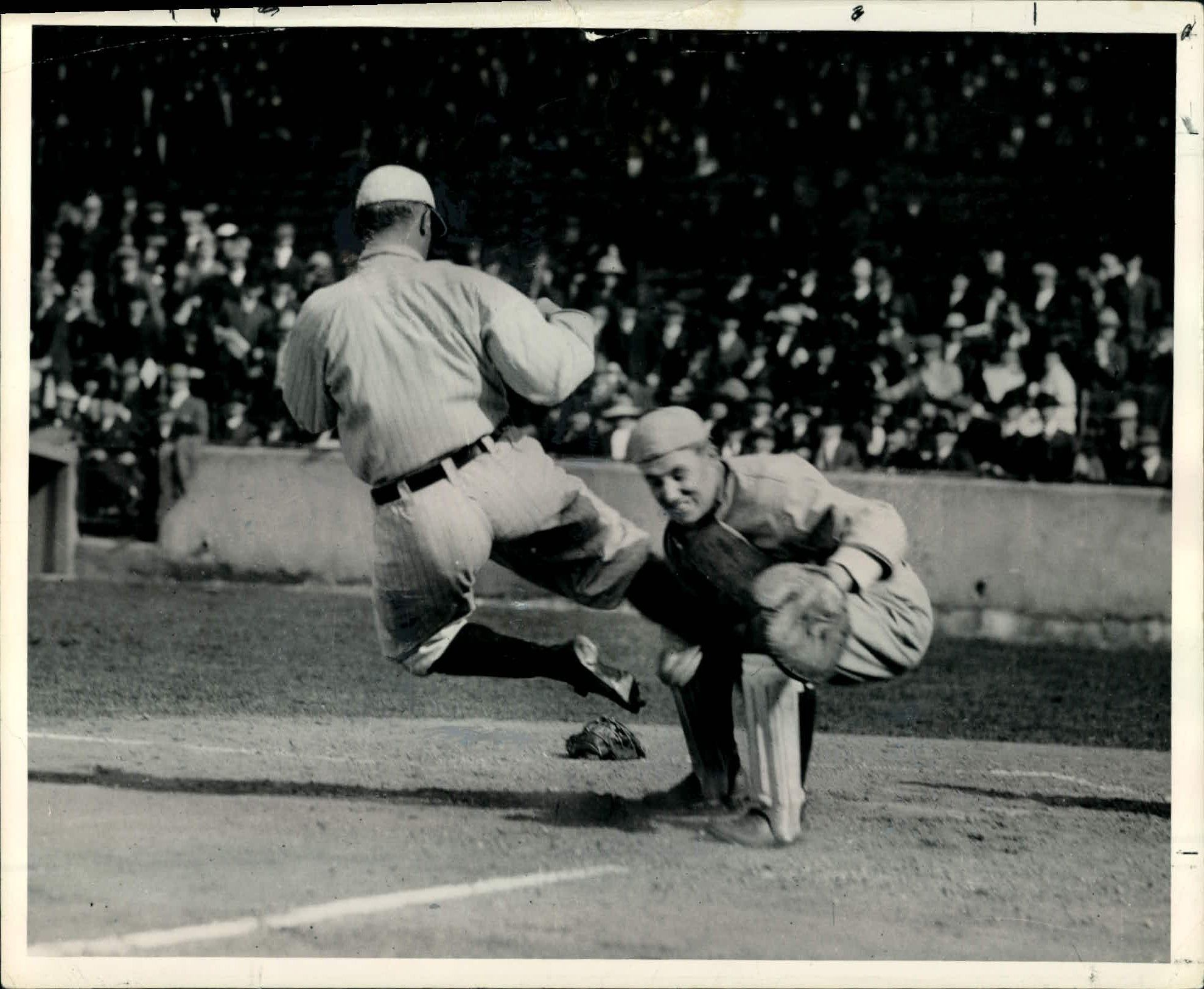
Cobb rellisca amb espigues al receptor dels St. Louis Browns, Paul Krichell.

L'historiador Steven Elliott Tripp ha explorat la reacció del públic a Cobb com a celebritat pionera de l'esport i un jugador que els aficionats estimaven odiar. Tripp escriu que Cobb era estimat i odiat alhora com a representant d'un tipus particular de masculinitat al camp, convidant els espectadors masculins a participar en la competició mitjançant burles dirigides als jugadors rivals. El propi sentit de la virilitat de Cobb, segons Tripp, era producte de la seva educació surenya, que valorava l'individualisme, l'emoció i l'honor familiar. Russo va escriure: «No es pot negar que Cobb és un dels millors jugadors de beisbol, si no el competidor més ferotge del joc». Molts dels millors jugadors de beisbol eren amics de Cobb. Mathewson i Walter Johnson van ser alguns dels seus amics més propers. Altres van ser Joe DiMaggio, Ted Williams, Home Run Baker i Eddie Collins. Després de la seva retirada, Cobb fins i tot va fer amistat amb un dels seus rivals més grans, Babe Ruth, la dona del qual, Claire, era de Geòrgia.
Alguns historiadors i periodistes han considerat Cobb com el millor jugador de l’era de la pilota morta, i generalment és vist com un dels millors jugadors de tots els temps.
Alguns historiadors, com ara Wesley Fricks, Dan Holmes i Charles Leerhsen, han defensat Cobb contra les representacions injustes que se li han fet a la cultura popular des de la seva mort. Un cas destacat és el llibre escrit pel periodista esportiu Al Stump els mesos posteriors a la mort de Cobb el 1961. Stump va ser desacreditat més tard quan es va saber que havia robat objectes pertanyents a Cobb i també havia delatat l'accés que Cobb li va donar durant els seus últims mesos. Arran de la pel·lícula Cobb, protagonitzada per Tommy Lee Jones, hi ha molts mites al voltant de la vida de Cobb, inclòs un que diu que esmolava les punxes per infligir ferides als jugadors rivals. Aquesta acusació va ser habitual durant moltes dècades abans de l'estrena de la pel·lícula.
En un article a The Journal of American Culture, Hunter M. Hampton afirma que Leerhsen «aconsegueix desmentir el mite de Cobb que Stump va crear, però va generar un nou mite barrejant les deficiències de Stump per representar Cobb com un igualitari».
El 1977, es va instal·lar una estàtua de Ty Cobb, dissenyada per l'escultor Felix de Weldon, a l'exterior de l’estadi del comtat d'Atlanta-Fulton. Més tard es traslladaria a la façana de la biblioteca pública de la seva ciutat natal, Royston, el 2017.

### Opinions sobre la raça
Cinc anys després que Jackie Robinson trenqués la barrera del color, Cobb va donar suport públicament que els negres i els blancs juguessin a beisbol junts, i va afegir: «Certament, està bé que juguin. No veig cap raó al món per la qual no hauríem de competir amb atletes de color sempre que es comportin amb educació i gentilesa. Permeteu-me dir també que cap home blanc té dret a ser menys cavaller que un home de color; al meu entendre, això no només s'aplica al beisbol, sinó a tots els àmbits de la vida». Utilitzant un llenguatge encara més fort, Cobb va dir a l’Sporting News el 1952 que «els negres han de ser acceptats, i no a contracor, sinó de tot cor».
El 1953, els diaris negres van citar els seus elogis pel receptor dels Brooklyn Dodgers, Roy Campanella, de qui Cobb va dir que estava entre els millors receptors de tots els temps en l'esport. Després de l'accident de Campanella que el va deixar paralitzat, els Dodgers van organitzar un partit d'homenatge on desenes de milers d'espectadors van sostenir llumins encesos en silenci per sobre dels seus caps. Cobb va escriure al propietari dels Dodgers per mostrar el seu agraïment pel que vau fer per aquest bon home. Cobb també va declarar que Willie Mays era l'únic jugador que pagaria diners per veure. En les necrològiques que van publicar la premsa negra després de la mort de Cobb, va ser elogiat per [parlar] a favor de la llibertat racial en el beisbol.
Leerhesen també assenyala que Cobb va ser el principal defensor i mecenes d’Ulysses Simon Harrison, un jove afroamericà que va ser la mascota dels Tigers del 1908 al 1910 amb el nom de L'il Rastus. Rastus s'entenia llavors com el nom d'un home negre estereotipat, ximple, despreocupat o ignorant. Cobb, a diferència de la majoria de jugadors, no fregava el cap del noi per tenir bona sort. Cobb va adoptar una actitud protectora envers Harrison quan l'equip viatjava per zones segregades racialment, i també el va contractar durant la temporada baixa al concessionari d'automòbils de Cobb. De gran, Harrison va treballar com a xofer per a l'executiu de la construcció FH Goddard, una feina que podria haver aconseguit amb l'ajuda de Cobb.